# HipHopDX
HipHopDX — интернет-журнал с музыкальной критикой и новостями о хип-хопе. Нынешний президент и издатель сайта – Шарат Шериан, а главный редактор – Трент Кларк. HipHopDX является флагманским изданием Cheri Media Group.
HipHopDX был номинирован на премию BET Hip Hop Awards 2012 года в номинации «Лучший хип-хоп-сайт». 3 сентября 2013 года The Source добавил HipHopDX на третье место в их списке 2013 Digital Power 30, в который входят самые популярными сайты в хип-хоп-индустрии.

## Награды по итогам года
Источник
MC/Рэпер года
- 2006: Лупе Фиаско
- 2007: André 3000 из Outkast
- 2008: Нас
- 2009: Raekwon
- 2010: Эминем
- 2011: Tech N9ne
- 2012: Кендрик Ламар
- 2013: Кендрик Ламар
- 2014: Big K.R.I.T.
- 2015: Кендрик Ламар
- 2016: Chance the Rapper
- 2017: Кендрик Ламар
- 2018: J. Cole

Альбом года
- 2006: Lupe Fiasco’s Food and Liquor — Лупе Фиаско
- 2007: Graduation (альбом) — Канье Уэст
- 2008: I Pledge Allegiance to the Grind II — Киллер Майк
- 2009: Only Built 4 Cuban Linx... Pt. II — Raekwon
- 2010: My Beautiful Dark Twisted Fantasy — Канье Уэст
- 2011: Section.80 — Кендрик Ламар
- 2012: Good Kid, M.A.A.D City — Кендрик Ламар
- 2013: Run the Jewels — Run the Jewels
- 2014: PRhyme (альбом) — PRhyme
- 2015: To Pimp a Butterfly — Кендрик Ламар
- 2016: Coloring Book — Chance the Rapper
- 2017: DAMN. — Кендрик Ламар
- 2018: KOD — J. Cole[9]

Продюсер года
- 2006: will.i.am
- 2007: Polow da Don
- 2008: Black Milk
- 2009: No ID
- 2010: Канье Уэст
- 2011: Big K.R.I.T.
- 2012: The Alchemist
- 2013: Mike Will Made It
- 2014: DJ Mustard
- 2015: Metro Boomin
- 2016: Kaytranada
- 2017: Metro Boomin

Куплет года
- 2006: R.A. the Rugged Man — «Uncommon Valor: A Vietnam Story»
- 2007: André 3000 — «Da Art of Storytellin’ Pt. 4»
- 2008: Джо Бадден — «Who?»
- 2009: Ghostface Killah — «Gihad»
- 2010: Ники Минаж — «Monster (песня Канье Уэста)»
- 2011: Кендрик Ламар — «HiiiPower»
- 2012: Киллер Майк — «Reagan»
- 2013: Кендрик Ламар — «Control»
- 2014: Big K.R.I.T. — «Mt. Olympus»
- 2015: Дрейк — «Back to Back»
- 2016: Chance the Rapper — «Ultralight Beam»
- 2017: Эминем — «The Storm»
- 2018: Jay Rock — «King’s Dead»

Микстейп года
- 2008: The Bar Exam 2 — Royce da 5’9"
- 2009: So Far Gone — Дрейк
- 2010: K.R.I.T. Wuz Here — Big K.R.I.T.
- 2013: Acid Rap — Chance the Rapper
- 2014: Tha Tour Pt. 1 — Rich Gang
- 2015: It’s Better This Way — Big K.R.I.T.
- 2016: Tabernacle: Trust the Shooter — Royce da 5’9"

Восходящая звезда года
- 2007: Blu
- 2008: Wale
- 2009: Fashawn
- 2010: Yelawolf
- 2011: Action Bronson
- 2012: Joey Badass
- 2013: Chance the Rapper
- 2014: Винс Стейплс
- 2015: Fetty Wap

Не хип-хоп-альбом года
- 2006: St. Elsewhere — Gnarls Barkley
- 2007: Back to Black — Эми Уайнхаус
- 2008: Seeing Sounds — N.E.R.D
- 2009: Love the Future — Chester French
- 2010: Lady Killer — Си Ло Грин
- 2011: Nostalgia, Ultra — Фрэнк Оушен
- 2012: Channel Orange — Фрэнк Оушен
- 2013: The 20/20 Experience — Джастин Тимберлейк
- 2014: Souled Out — Дженей Айко
- 2015: Beauty Behind the Madness — The Weeknd

Недооценённый альбом года
- 2007: Below the Heavens — Blu & Exile
- 2008: Johnson&Jonson — Johnson&Jonson
- 2009: Born and Raised — Cormega
- 2010: Nineteen Ninety Now — Celph Titled & Buckwild
- 2011: Dr. Lecter — Action Bronson
- 2012: Trophies — O.C. и Apollo Brown
- 2013: Czarface — Czarface
- 2014: Faces — Мак Миллер
- 2015: The Good Fight — Oddisee
- 2016: Handshakes with Snakes — Apathy
- 2017: At What Cost — GoldLink

Возвращение года
- 2007: UGK
- 2008: Q-Tip
- 2009: Wu-Tang Clan
- 2010: Ллойд Бэнкс
- 2011: Common
- 2012: Juicy J
- 2013: Мак Миллер
- 2014: G-Unit
- 2015: Dr. Dre
- 2016: A Tribe Called Quest
- 2017: Jay-Z
- 2018: Meek Mill

Тур года
- 2010: The Home & Home Tour — Jay-Z и Эминем
- 2011: Watch the Throne Tour — Jay-Z и Канье Уэст
- 2012: Club Paradise Tour — Дрейк